# Eriochloa grandiflora
Eriochloa grandiflora là một loài thực vật có hoa trong họ Hòa thảo. Loài này được (Trin.) Benth. mô tả khoa học đầu tiên năm 1881.